# Mesostemma kotschyana
Mesostemma kotschyana là loài thực vật có hoa thuộc họ Cẩm chướng. Loài này được (Fenzl ex Boiss.) Vved. mô tả khoa học đầu tiên năm 1941.